# لا فولتا

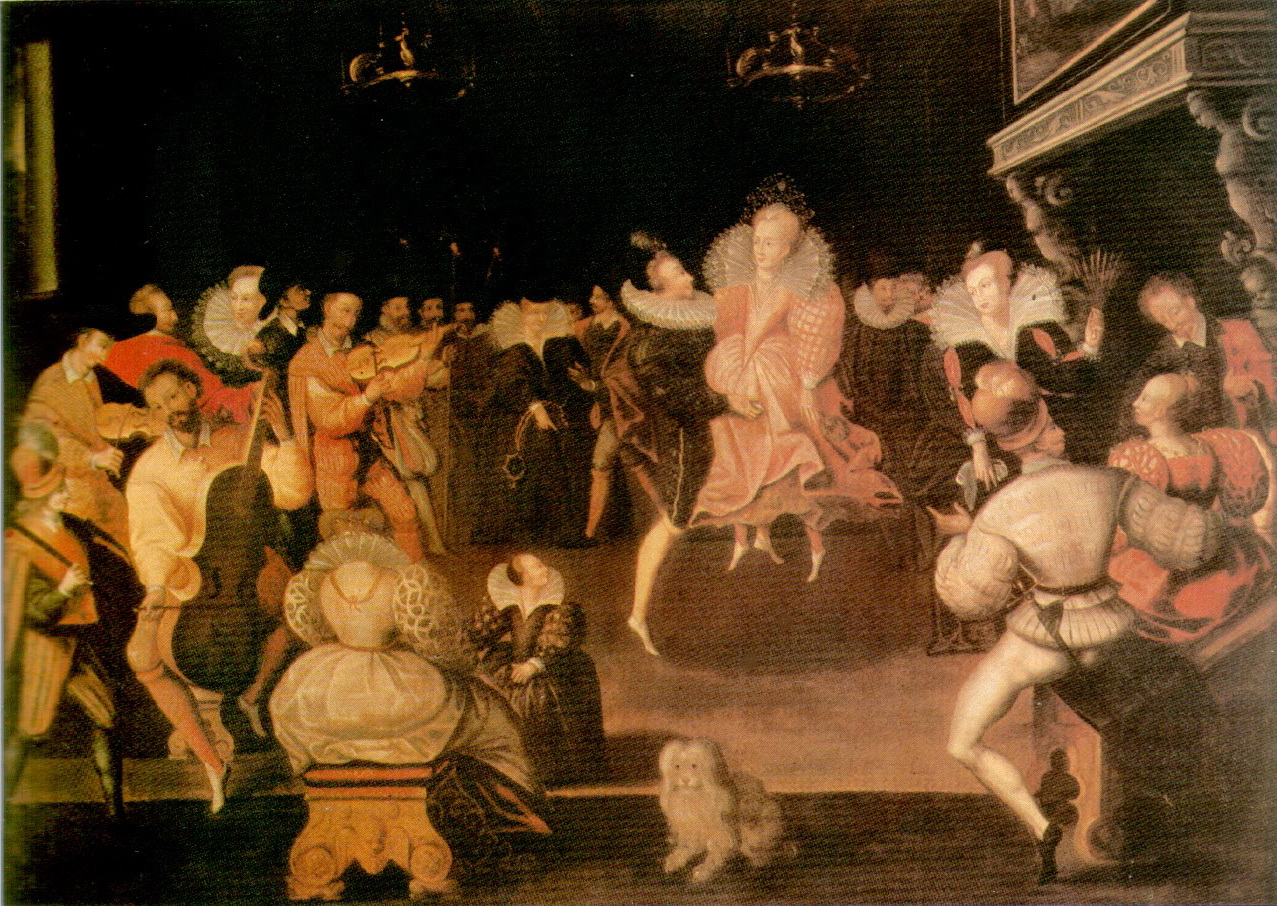
الملكة إليزابيث الأولى ترقص اللافولتا مع روبرت دودلي

لافولتا (بالإيطالية: La volta) وقد تسمى أيضاً لافولت (بحسب اللفظ الفرنسي la volte)، هي رقصة فلكلورية بروفانسية ترجع لعصر النهضة تتميز بجعل الراقصة تقفز في الهواء من قبل الراقص.